# Bytharia marginata
Bytharia marginata är en fjärilsart som beskrevs av Walker 1864. Bytharia marginata ingår i släktet Bytharia och familjen mätare. Inga underarter finns listade i Catalogue of Life.